# Erdei lemming
Az erdei lemming (Myopus schisticolor) az emlősök (Mammalia) osztályának rágcsálók (Rodentia) rendjébe, ezen belül a hörcsögfélék (Cricetidae) családjába és a pocokformák (Arvicolinae) alcsaládjába tartozó faj.
Nemének egyetlen faja.

## Előfordulása
Az erdei lemming Skandinávia északi tajgáinak erdei vastag mohaszőnyegén él. Elterjedési területe Ázsiába is átnyúlik.

## Megjelenése
Az állat hasonlít a norvégiai lemmingre, de sokkal kisebb, egyszínű szürke, a hátán vörhenyes árnyalattal.

## Életmódja
Az időnkénti túlszaporodások rendszerint 10 évenként követik egymást, egyébként életmódja és viselkedése messzemenően megegyezik a norvégiai lemmingével, bár a vándorlásra kevéssé hajlamos.